# Buurtspoorwegen van de provincie Luik

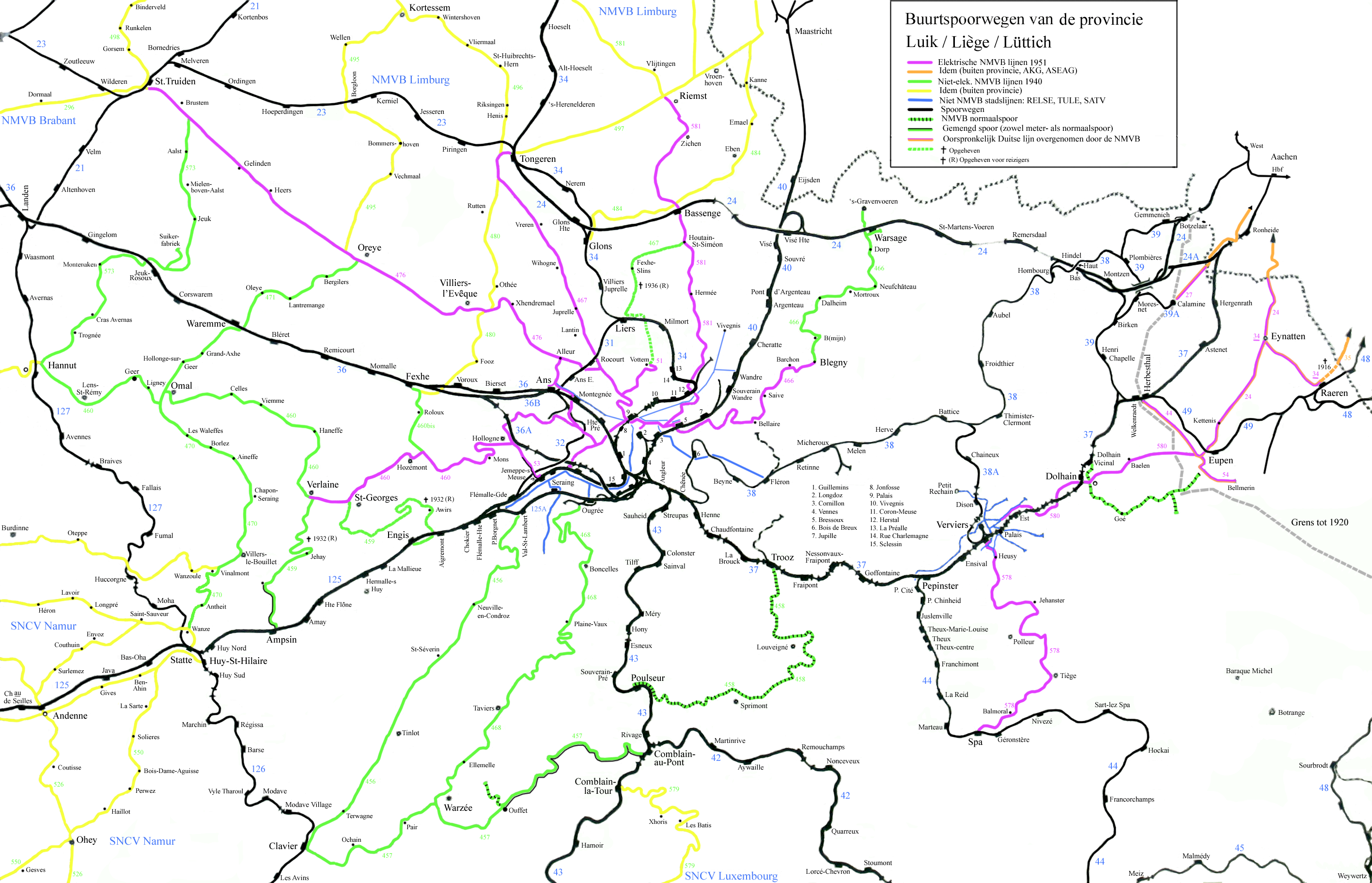
Buurtspoorwegen van de provincie Luik, stand 1940 voor de lijnen en de spoorwegen

De groep Buurtspoorwegen van de provincie Luik was een onderdeel van de Nationale Maatschappij van Buurtspoorwegen. De NMVB was georganiseerd in regionale groepen die een grote zelfstandigheid en eigen beleid hadden. Oorspronkelijk waren alle lijnen in de provincie geëxploiteerd door pachters die hun eigen lijnen, stelplaats en organisatie hadden. De NMVB heeft bij de overname van de concessies, de pachterorganisatie niet veranderd. Hierdoor kent de NMVB in de provincie vier groepen:
- Luik: Stadslijnen in Luik en de lijnen naar het Noorden, Noordoost en Noordwest van Luik. De pachters waren de LB (SA du Chemin de Fer Vicinal de Liège - Barchon et Extensions) en de TI (Societé Anonyme des Tramways Interurbains).[1]
- Borgworm: de lijnen in het Westen rond Oerle waarvan de pachter AO (Chemins de Fer d'Ans – Oreye) zijn eigen lijn had tussen Ans en Oerle.
- Clavier: een groep van drie lijnen ten Zuiden van Luik die geen verbinding had met de rest van het net.
- Verviers en Eupen: de Lijnen rond Verviers en Eupen.

## Stad Luik en Verviers

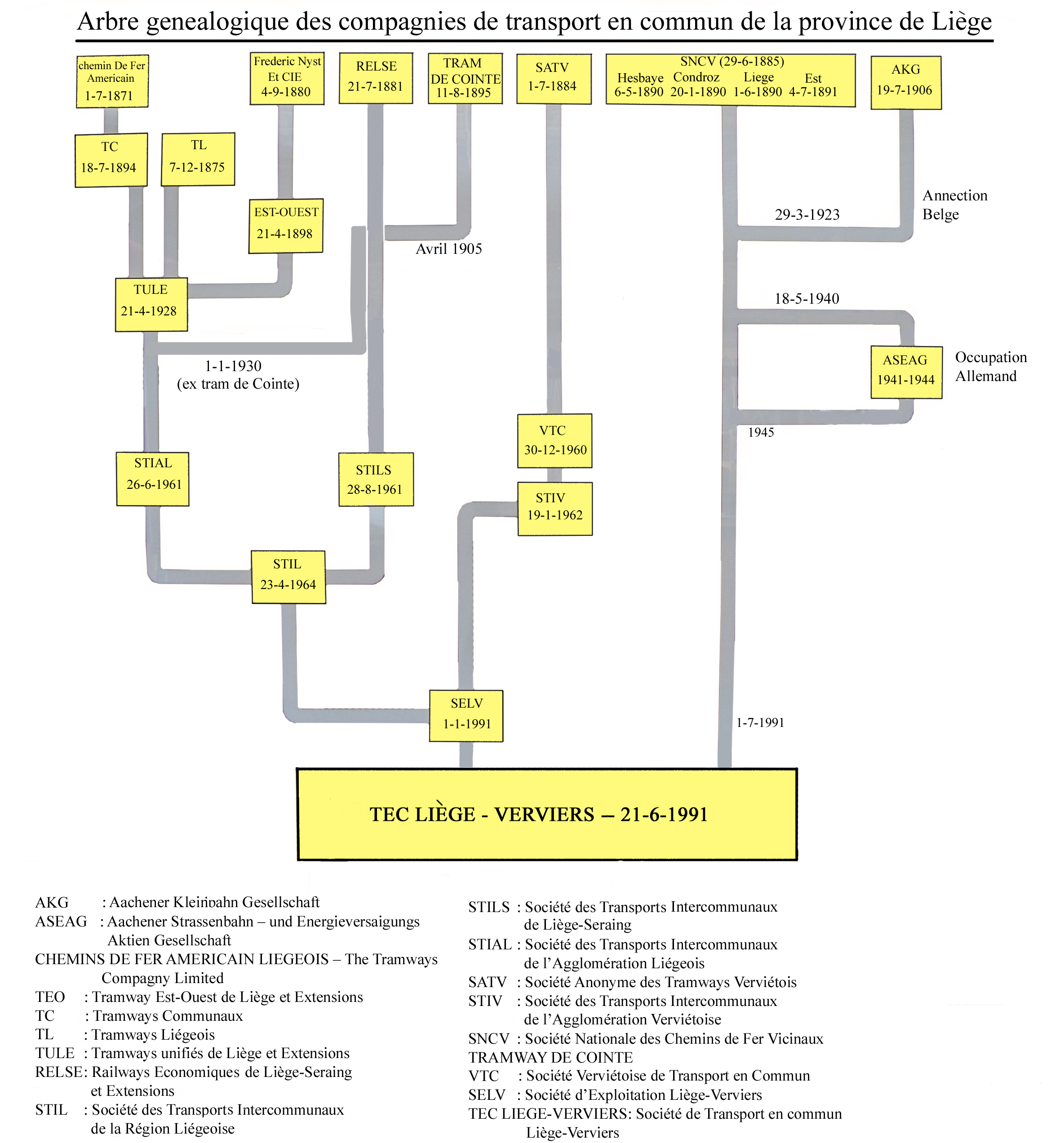
Geschiedenis van de trammaatschappijen in Luik en Verviers.

Luik heeft naast de NMVB stadslijnen nog twee normaalsporige tramnetten gekend:
- R.E.L.S.E. (Railways Economiques de Liège-Seraing et Extensions)
- T.U.L.E. (Tramways Unifies de Liége et Extentions)

Later zijn deze twee tramnetten opgegaan in de STIL (Sociéte des Transport Intercommunaux de la region Liégeoise).
Verviers had een metersporig tramnet onder het beheer van de STIV (Sociéte des Transport Intercommunaux de l'agglomeration Vervietoise). De NMVB lijnen vanuit Spa en Eupen waren met elkaar verbonden door het stadsnet.

## Grensverschuiving rond Eupen
Na de Eerste Wereldoorlog annexeert België het gebied rond Eupen. Hierdoor komen de Duitse tramlijnen van het Akense stadsbedrijf AKG op Belgisch grondgebied te liggen - in 1923 worden ze overgenomen door de NMVB. Op 15 mei 1933 werd het geïsoleerde Eupense tramnet verbonden met het tramnet van Verviers met een nieuwe elektrische tramlijn. Zo ontstond er een elektrische tramverbinding tussen Verviers en Aken, met overstap aan de staatsgrens en in Eupen tot het einde van de Tweede Wereldoorlog. Tijdens de Duitse bezetting van de Tweede Wereldoorlog wordt de annexatie snel teruggedraaid en voor een paar jaar rijdt het Duitse trambedrijf weer op deze lijnen. In 1945 gaan deze lijnen definitief terug naar de NMVB.

## Elektrische lijnen rond Luik

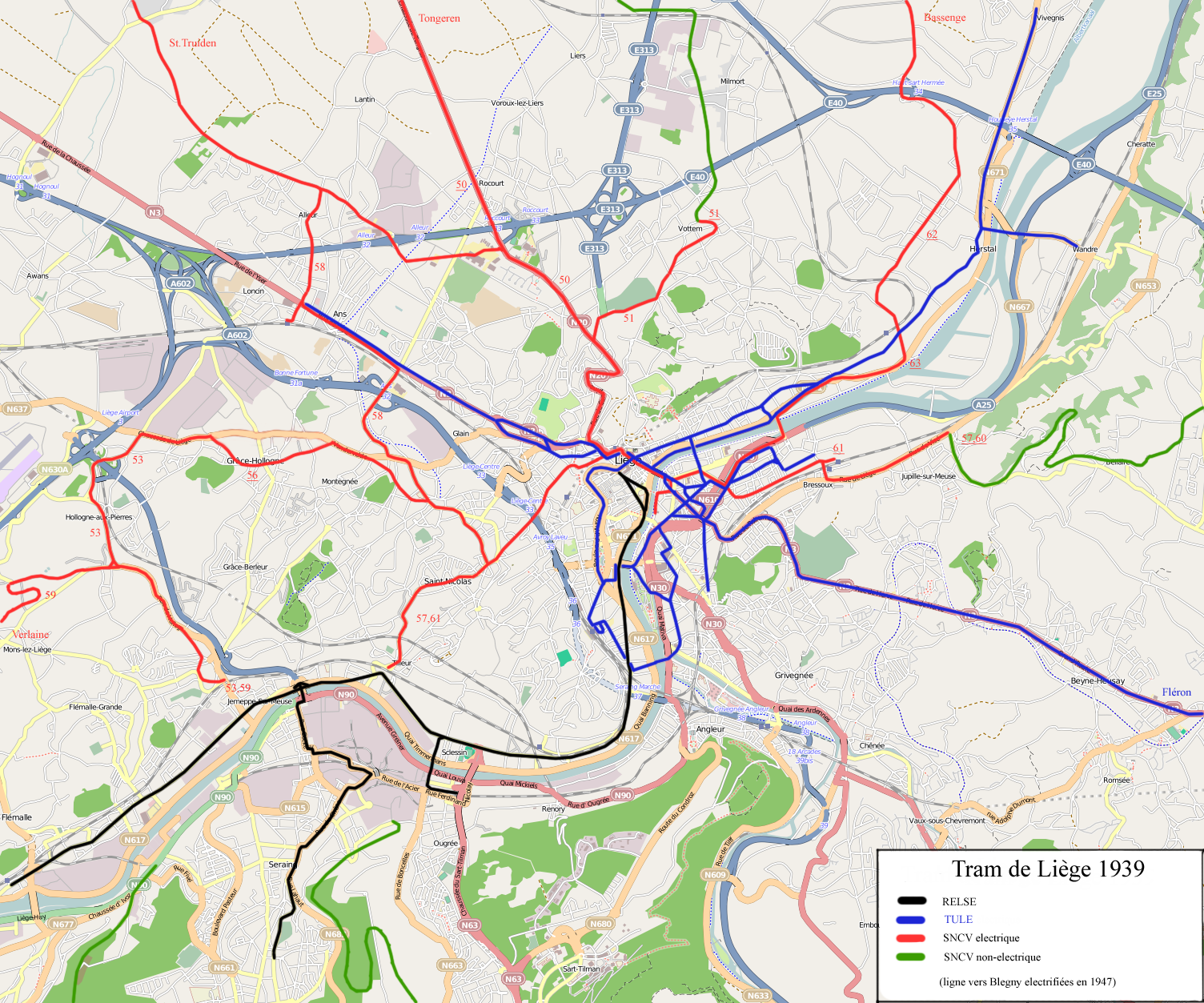
De tramnetten van Luik in 1939. De rode lijnen zijn de NMVB lijnen.

(lijnnummers uit het spoorboek of stadslijn nummers)

( ) = Gemeenschappelijk met andere lijnen.
- 53 Luik (St. Lambert) – St-Gilles – Montegnée-Bons-Buveurs – Grâce-Berleur – Hollogne-aux-Pierres – Jemeppe-sur-Meuse
- 460 (Jemeppe-sur-Meuse (station) – Hollogne-aux-Pierres) – Mons – HorionRoute Hozémont – Saint-Georges – Verlaine
- 61 (Luik (St. Lambert) – St-Gilles) – Tilleur
- 58 (Luik (St. Lambert) – St-Gilles – Montegnée-Bons-Buveurs) – Ans (plateaux) – Alleur (Er is een korte zijtak naar het station van Ans)
- 476 Luik (St. Lambert) – Sainte-Walburge – Rocourt (stelplaats) – Alleur – Xhendremael – Villers-l'Évêque – Oerle – Heers – Gelinden – Brustem – Sint-Truiden (Station)
- 467 (Luik (St. Lambert) – Rocourt (stelplaats)) – Rocourt (station) (stadslijneindpunt 50) – Juprelle – Nudorp – Vreren – Tongeren
- 51 Luik (St. Lambert) – Sainte-Walburge – Vottem
- 581 Luik (St. Lambert) – Herstal (stadslijneindpunt 62) – Hermée – Houtain-Saint-Siméon – Bitsingen – Val-Meer – Riemst
- 466 Luik (St. Lambert) – Passerelle – Pont-de-Bressoux – Bressoux Gare – Jupille – Bellaire – Saive – Barchon – Blegny

De Place Saint Lambert was het eindpunt van alle lijnen in Luik, maar sommige trams reden verder door.

## Niet-elektrische lijnen rond Luik

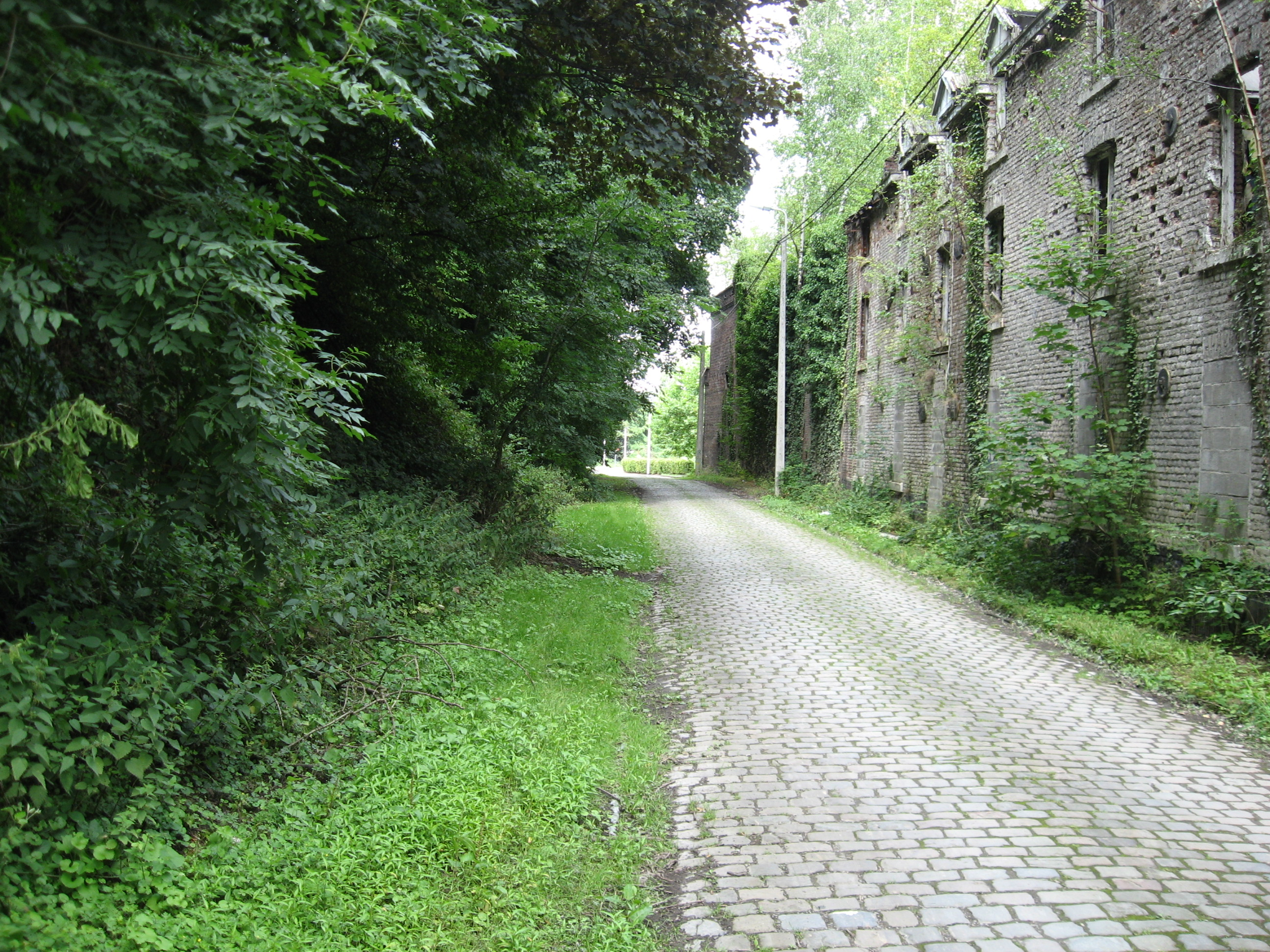
Vroeger eindpunt van de lijn uit Clavier in Val-Saint-Lambert. Aan de linkerkant is ruimte waar het spoor lag. Aan de rechterkant het ommuurde glasfabrieksterrein.

- 459 Saint-Georges – Awirs – Engis (station) (al in 1932 gesloten voor reizigersverkeer)Engis - Saint-Georges
- 459 Verlaine – Jehay – Villers-le-Bouillet – Ampsin (al in 1932 gesloten voor reizigersverkeer)(vier rails tussen Villers en Ampsin)
- 460 Verlaine – Haneffe – Viemme – Omal – Hannuit
- 460bis Horion – Roloux – Fexhe-le-Haut-Clocher (station)
- 467 Vottem – Milmort – Liers – Fexhe-Slins – Houtain-Saint-Siméon - Bassenge - Riemst - Bilzen - Genk[4]
- 466 Blegny – Dalhem – Mortroux – Weerst (dorp) – Weerst(station) – 's-Gravenvoeren. Het goederenvervoer tussen Blegny (mijn) en Weerst (station) wordt overgenomen door "Charbonnage d'Argenteau" en tot 1980 geëxploiteerd. Van 27 mei 1973 tot 5 oktober 1991, wordt tussen Blegny (mijn) en Montroux een toeristische dienst uitgevoerd door Li Trimbleu. Na een spoorwegongeluk bij de tunnel van Dalhem in 1991 is de exploitatie stopgezet en zijn de sporen opgebroken.
- 468 Ougrée – Seraing – Boncelles – Plainevaux - Rotheux-Rimière – Taviers – Warzée.Ougrée - Plainevaux Bij Seraing is een deel van de lijn een Ravel route geworden.[5]
- 456 Val-Saint-Lambert – Yvoz – Villencourt(stelplaats in het bos) – Neuville-en-Condroz – Saint-Séverin – Fraineux – Tinlot – Terwagne – Clavier (station).Val-Saint-Lambert - Neuville-en-Condroz Van Val-Saint-Lambert tot Neuville, waar de lijn uit het Maasdal klimt, is de spoorlijn omgebouwd tot een wandelpad door de bossen. Van de stelplaats op dit deel van de lijn zijn alleen nog wat funderingen terug te vinden. Het is een wandeling in de bossen van 8 kilometer.

## Elektrische lijnen Eupen/Verviers

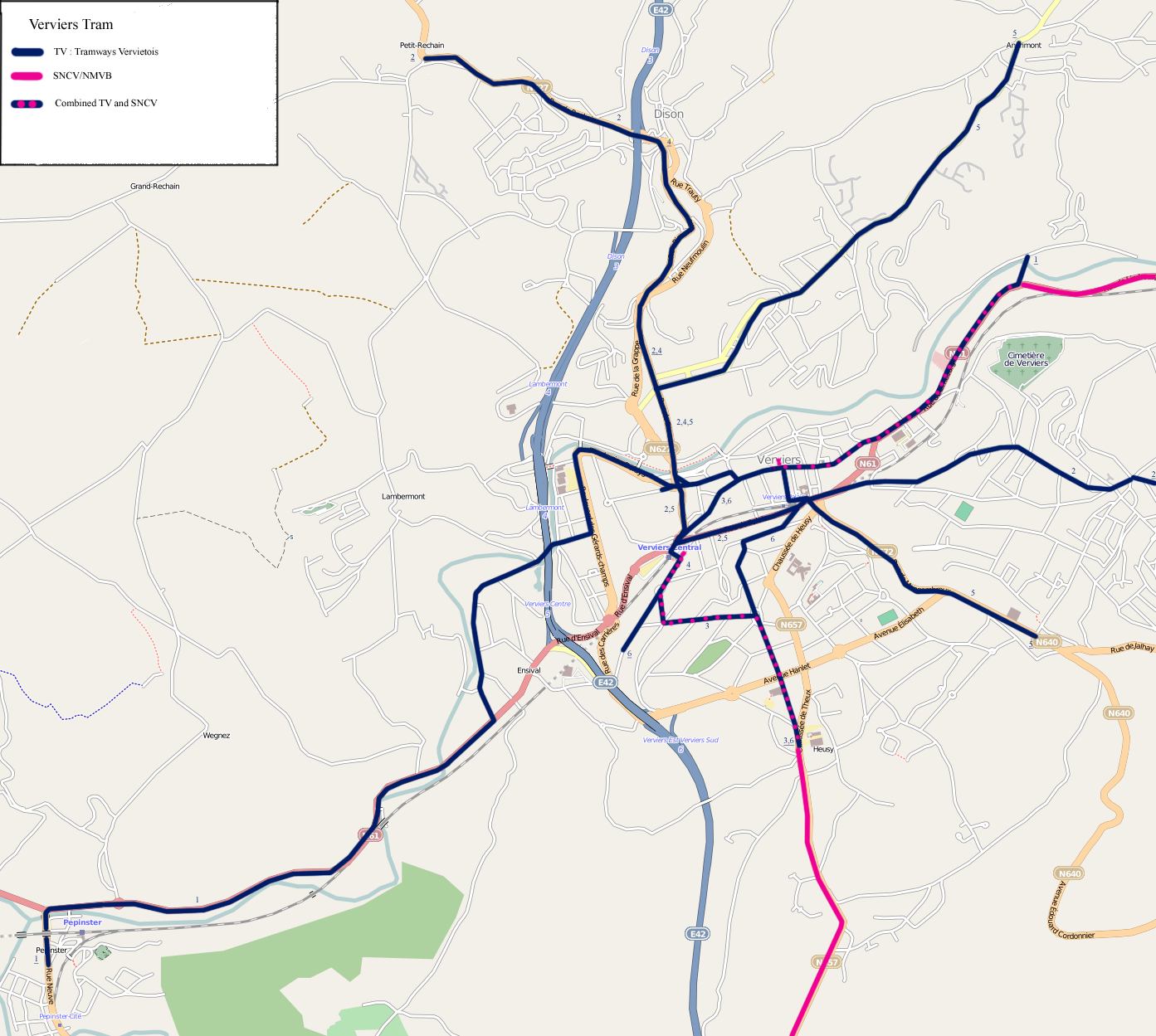
Tramnet van Verviers (blauw) en de NMVB lijnen in het rood.

- 578 Spa (station) – Balmoral – Tiège – Polleur – Jehanster – Heusy – Verviers (Station) Verviers (Place Verte). Vanaf Heusy worden de sporen gemeenschappelijk gebruikt met de stadstram SATV van Verviers. Vanaf 1930 is de lijn ingekort tot het station van Verviers. De verbinding met de lijn naar Eupen was via de stadslijnen van Verviers die ook metersporig waren.
- 580 Verviers (Place du Martyr) – Verviers (Renoupré) – Dolhain – Baelen – Eupen (Rathaus). Deze lijn is pas in 1933 aangelegd. Eupen was pas in 1920 Belgisch grondgebied. Met deze lijn wordt, het ex-Duits Akens tramnet rond Eupen, aangesloten met het tramnet rond Verviers. In principe kon een tram van Spa tot Aken rijden. Van "Place du Martyr" tot Renoupré werden de sporen gemeenschappelijk gebruikt met de stadstram.
- 24 Eupen – Kettenis – Eynatten – Eynatterheide – grens Duitsland – Burtscheid - Aken
- 44/54 Herbestal – Eupen – Bellmerin
- 34 Eynatten – Raeren. De lijn liep door naar Duitsland (Schmithof – Walheim) en verder naar Aken. Dit gedeelte is echter nooit door de NMVB in beheer geweest.
- 27 Kelmis – Duitsland. Deze lijn is een uitloper van het Akense tramnet en is geïsoleerd van de rest van het NMVB spoornet. De lijn werd uitgebaat de Akense trammaatschappij.

## Normaalsporige lijnen

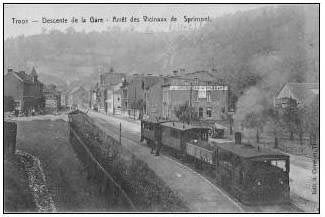
Normaalsporige NMVB stoomtram in Trooz

- Kapitaal 36: Eupen – Membach – Gulke – Dolhain (Al in 1926 gesloten voor reizigers. Tot na de Eerste Wereldoorlog een internationale lijn met de grens bij Membach)
- 458 Poulseur – Sprimont – Louveigné – Trooz

## Andere niet-elektrische lijnen
- 457 Comblain-au-Pont – Ouffet – Warzée – Pair – Ochain – Clavier
- 471 Oerle – Bergilers – Lantremange – Liek – Borgworm
- 470 Borgworm – Grand-Axhe – Hollonge-sur-Geer – Omal – Borlez – Les Waleffes – Aineffe – Chapont-Seraing – Villers-le-Bouillet – Vinalmont – (Wanze – Statte – Hoei) (Laatste sectie is van de NMVB groep Namen)
- 573 Sint-Truiden – Aalst – Mielen-boven-Aalst – Jeuk – Station Jeuk-Rosoux – Montenaken – Cras-Avernas – Truielingen – Hannuit

#### AO: Chemins de Fer d'Ans – Oreye
Tot 11 september 1929 was de lijn Oerle – Ans de eigendom van de AO. Naast haar eigen lijn reed deze maatschappij onder concessie bij diverse NMVB lijnen in de buurt, de latere groep "Waremme" lijnen. Na de overname door de NMVB is de lijn geëlektrificeerd en is er een rechtstreekse verbinding naar Luik, Rocourt - Alleur, aangelegd. Met de elektrificatie van de aansluitende NMVB lijn Oerle – St. Truiden, is de rechtstreekse elektrische verbinding Luik – St.Truiden ontstaan.

## Eerste/Laatste buurttram in de provincie
Op 1 maart 1888 werd de eerste buurtspoorlijn geopend tussen Poulseur en Sprimont (lijn 458). Pas veel later werd de normaalsporige lijn verlengd tot Trooz. De eerste metersporige buurtspoorlijn werd op 6 mei 1888 geopend tussen Statte en Borgworm (lijn 470).
Op 23 december 1961 werden de laatste NMVB Luikse stadslijnen en de lijn naar Tongeren opgeheven. De laatste reizigerstram op een niet-elektrische lijn reed op 1 oktober 1955 tussen Blegny(dorp) en Dalhem. Gelijktijdig werd de aansluitende elektrische lijn naar Blegny - Luik opgeheven.
De eerste lijn Poulseur - Sprimont is ook de laatste lijn die op 30 april 1965 werd opgeheven voor het goederenvervoer. Er was hierna nog wel goederenvervoer op de ex-NMVB lijn Blegny (mijn) - Weerst tot 31 maart 1980. Van 27 maart 1973 tot 5 oktober 1991 is er een toeristische stoomexploitatie geweest op een deel van de lijn van Blegny (mijn) tot Mortroux. Na een dramatisch treinongeluk op die laatste datum is de exploitatie direct stopgezet en is het baanvak opgebroken.

## Stelplaatsen
- Ans
- Bitsingen, Bressoux, Borgworm
- Clavier, Comblain-au-Pont
- Eupen, Eynatten (beide ex-AKG)
- Gulke, 's-Gravenvoeren
- Jemeppe-sur-Meuse
- Luik (St Gilles)
- Omal, Oerle
- Poulseur
- Rocourt
- Tiège
- Verlaine, Villencourt (Dicht bij Val-Saint-Lambert)
- Wanze, Warzée, Nudorp

## NMVB in de andere provincies
- Antwerpen: Buurtspoorwegen van de provincie Antwerpen
- Brabant: Buurtspoorwegen van de provincie Brabant
- Oost-Vlaanderen: Buurtspoorwegen van de provincie Oost-Vlaanderen
- West-Vlaanderen: Buurtspoorwegen van de provincie West-Vlaanderen
- Limburg: Buurtspoorwegen van de provincie Limburg
- Luxemburg: Buurtspoorwegen van de provincie Luxemburg
- Namen: Buurtspoorwegen van de provincie Namen
- Henegouwen: Buurtspoorwegen van de provincie Henegouwen

## Trammuseum

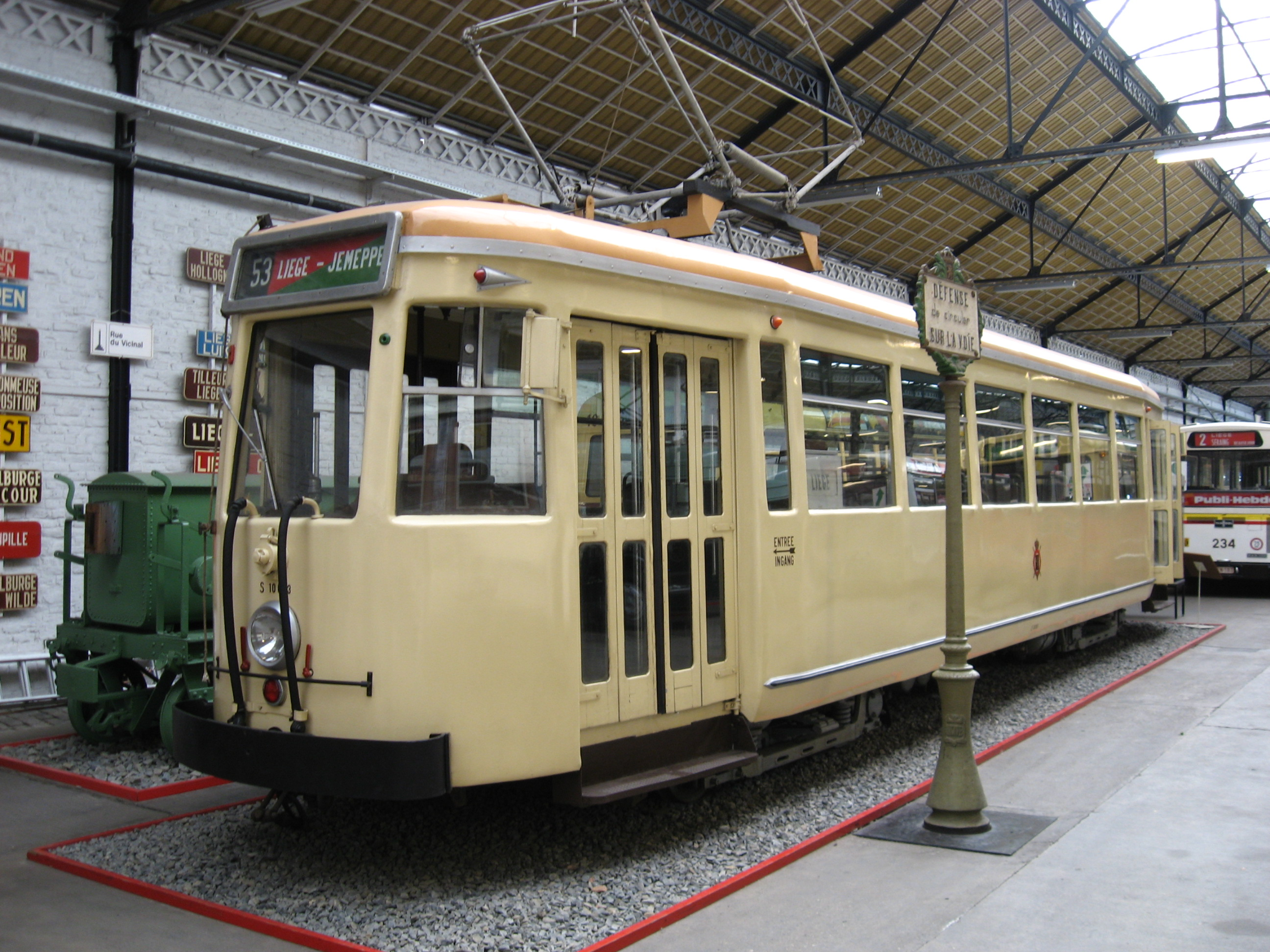
S-motorrijtuig 10063 uit 1956 van de Buurtspoorwegen in het Luikse Museum voor het Openbaar Vervoer van Wallonië.

In het openbaar vervoermuseum "Museum voor het Openbaar Vervoer van Wallonië" zijn de bewaarde buurtspoorwegtrams en stadstrams van Luik en Verviers te bezichtigen.